# Krasnołęg

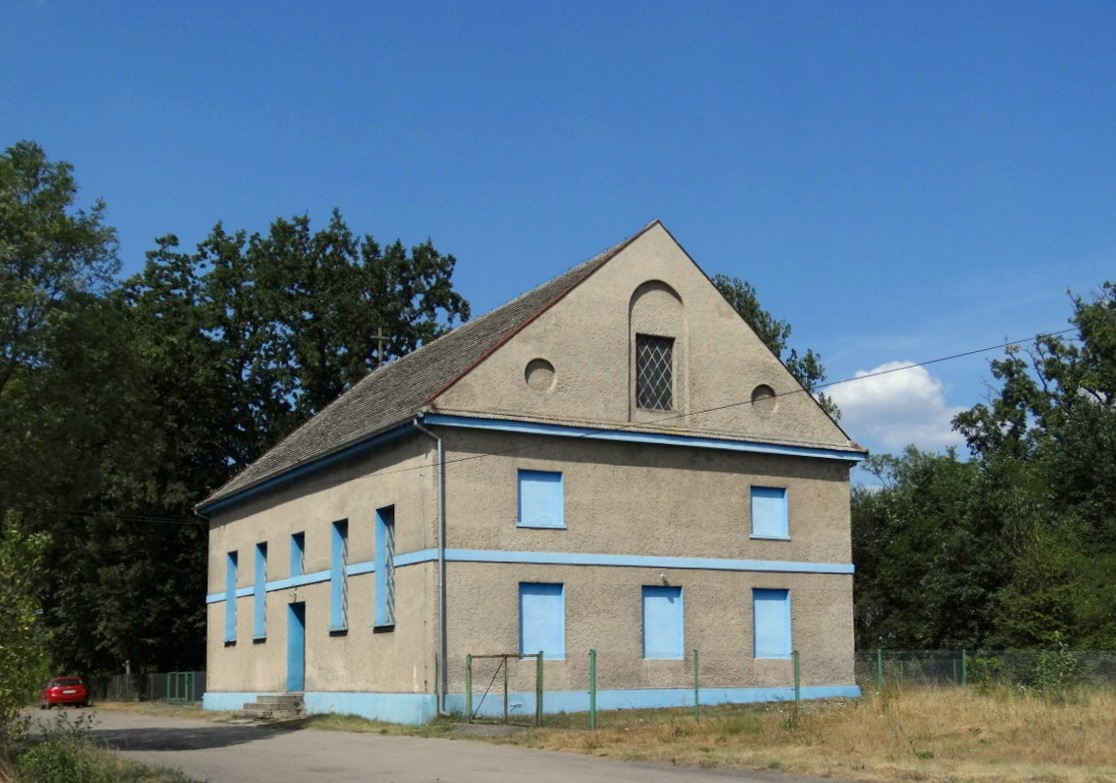
Dorfkirche (1804 erbaut, 1970/71 renoviert), bis 1945 Gotteshaus der evangelischen Gemeinde Beaulieu

Krasnołęg (deutsch Beaulieu) ist ein Ort in der Landgemeinde Krzeszyce im Powiat Sulęcin in der polnischen Woiwodschaft Lebus. 2011 lebten 95 Einwohner dort.

## Geographie
Das Dorf liegt südlich der Warthe, 16 Kilometer nördlich von Sulęcin (Zielenzig) und 22 Kilometer südwestlich von Gorzów (Landsberg/Warthe). Es befindet sich im historischen Territorium der brandenburgischen Neumark.

## Geschichte
1771 wurde der Ort als erstes neues Kolonistendorf im teilweise trockengelegten Warthebruch auf dem Gebiet des Johanniterordens gegründet. Dessen Herrenmeister Prinz Ferdinand von Preußen, jüngerer Bruder König Friedrichs II., war daran maßgeblich beteiligt. Den Ortsnamen Beaulieu – zu deutsch: Schönort – gab Friedrich II. dem auf einer Anhöhe gefällig angelegten Koloniedorf 1770 anlässlich seiner Besichtigung des eingedeichten Warthebruchs.  Bereits zu Trinitatis 1774 zahlten 50 Kolonistenfamilien die ersten Abgaben. Das Koloniedorf Beaulieu gehörte am Ende des 18. Jahrhunderts zum Ordensamt Sonnenburg des Johanniterordens. Die Dorfschule wurde um die Mitte des 19. Jahrhunderts von zwei Lehrern betreut.
1915 bekam Beaulieu eine Bahnstation auf der Strecke von Küstrin nach Hammer.
Um 1945 gehörte Beaulieu zum Landkreis Oststernberg im Regierungsbezirk Frankfurt der preußischen Provinz Brandenburg.
Nach dem Ende des Zweiten Weltkrieges wurde Beaulieu im Sommer 1945 unter polnische Verwaltung gestellt. Es siedelten sich polnische Migranten an, die zum Teil aus von Polen nach dem Ersten Weltkrieg eroberten Gebieten östlich der Curzon-Linie kamen. Die deutsche Ortschaft wurde in Krasnołęg umbenannt und die einheimische Bevölkerung von der örtlichen polnischen Verwaltungsbehörde vertrieben. 1992 wurde der Personenbahnverkehr eingestellt.

### Demographie
| Jahr | Einwohner | Anmerkungen                                                                           |
| ---- | --------- | ------------------------------------------------------------------------------------- |
| 1816 | 362       | [ 4 ]                                                                                 |
| 1840 | 493       | in 51 Häusern                                                                         |
| 1850 | 550       | in 56 Häusern                                                                         |
| 1855 | 651       | in 56 Häusern, meist Evangelische, darunter zwei Katholiken und 13 Juden.             |
| 1864 | 737       | in 58 Häusern                                                                         |
| 1867 | 712       | am 3. Dezember                                                                        |
| 1871 | 656       | am 1. Dezember, in 64 Häusern, davon 646 Evangelische, zwei Katholiken und acht Juden |
| 1910 | 440       | am 1. Dezember                                                                        |
| 1933 | 401       | [ 11 ]                                                                                |
| 1939 | 304       | [ 11 ]                                                                                |

## Dorfkirche
Die Kirche wurde 1804 erbaut und stand anfangs unter den königlichen Patronat des Prinzen Ferdinand von Preußen, der für ihre Erbauung 400 Taler gestiftet hatte; sie war eine Filiale des evangelischen Kirchspiels von Kriescht. Frau Kliemann, eine Witwe  aus Stuttgart, schenkte der Kirche 1858 einen wertvollen Kronleuchter.

## Verwaltungszugehörigkeiten
- 1771 Ordensamt Sonnenburg, Ballei Brandenburg, Johanniterorden
- 1816 Domänenamt Sonnenburg, Sternbergischer Kreis, Regierungsbezirk Frankfurt/Oder, Provinz Brandenburg
- 1873 Kreis Oststernberg

- 1946 Woiwodschaft Poznań
- 1975 Woiwodschaft Gorzów
- 1999 Woiwodschaft Lebus

## Sehenswürdigkeiten
- Dorfkirche, 1782–1785, kleiner barocker verputzter Saalbau mit Walmdach und kleinem Dachreiter